# Incursión Beefsteak
La incursión Beefsteak (Beefsteak es ‘bistec’ en español) fue una incursión de la caballería confederada que tuvo lugar en septiembre de 1864 como parte del asedio de Petersburg durante la guerra civil estadounidense. El mayor general confederado Wade Hampton lideró una fuerza de 3000 soldados del Ejército de los Estados Confederados en lo que se convertiría en un viaje de 160 kilómetros para adquirir ganado que estaba destinado para el Ejército de la Unión para su consumo, el cual estaba haciendo un asedio combinado a las ciudades de Richmond y de Petersburg, Virginia.

## Preludio
En septiembre de 1864 el ejército confederado que defendía Petersburg tenía poca comida a causa del asedio. En comparación con la muy activa operación de suministros del ejército de la Unión en City Point, que suministraba sin problemas a sus tropas, el ejército confederado, bajo el mando del general Robert E. Lee, se estaba quedando sin medios para llevar raciones, suministros y refuerzos a Petersburg a causa de que el general de la Unión Ulysses S. Grant, durante el asedio, había pasado el verano avanzado constantemente hacia el oeste con fuerzas muy superiores alrededor del lado sur de la ciudad para cortar las pocas rutas de suministro y ferrocarriles restantes a los que Lee todavía tenía acceso dejando en agosto a Lee únicamente la línea de ferrocarril de Southside a Lynchburg.
Aun así los confederados encontraron formas de actuar. El 5 de septiembre de 1864, el explorador confederado George D. Shadburn regresó de una misión de reconocimiento para examinar las defensas de la Unión al este de Petersburgo e informó al que era el jefe de la caballería de Lee, el general Wade Hampton, que había descubierto una manada de 3000 reses que se mantenían en un lugar llamado Coggin’s Point, a solo unas pocas millas de la base de la Unión en City Point. La granja estaba solo defendida por menos de 150 soldados, lo que presentaba una excelente oportunidad, aunque también estaba a 100 millas de profundidad en territorio de la Unión, un movimiento arriesgado en el mejor de los casos.
Como Lee había puesto a Hampton al mando del Cuerpo de Caballería después de la muerte del general J. E. B. Stuart en la batalla de Yellow Tavern en mayo de 1864, este buscó la oportunidad de replicar el éxito de su predecesor al realizar incursiones de caballería en el territorio de la Unión. Para ello aprovechó la oportunidad que se le presentó ahora.

## Incursión
En la mañana del 14 de septiembre Hampton se embarcó en su incursión con 3000 soldados. Viajaron por el lado sur de Petersburg durante dos días sin ser detectados, deteniéndose solo para reparar el 15 de septiembre un puente en el río Blackwater, que había sido destruida por la Unión, para llegar a Coggin's Point de forma inesperada para los unionistas. Para hacer ello posible, Hampton había cogido consigo expertos montados dirigidos por John F. Lanneau y correspondiente equipo para reconstruirla, los cuales consiguieron su proposíto al anochecer mientras que él explicaba todos los detalles de su plan a sus subalternos hasta entonces.
De esa manera, a la medianoche del 15 de septiembre Hampton se encontró a solo 10 millas de distancia de su destino sin haber sido visto por las fuerzas de la Unión. Allí dividió su fuerza en tres partes distintas. Dos partes cortarían cualquier refuerzo potencial del este o del oeste, y la tercera parte se dirigiría directamente hacia el ganado y neutralizaría toda resistencia federal. A las 5 de la mañana del 16 de septiembre la redada comenzó y, a pesar del mejor intento de los federales de detenerlos, los confederados los vencieron tras 3 horas de lucha. Finalmente no pudieron dispersar el ganado, porque los confederados los atacaron por todos los lados, lo que quitó a las reses la disposición de hacerlo. De esa manera los secesionistas se fueron con 2486 reses y 304 unionistas capturados. Después de ello las otras dos partes se juntaron otra vez con la tercera y, con las reses por delante empezaron a retroceder a sus líneas por el mismo camino.
Lo difícil era ahora cruzar las líneas enemigas. Como respuesta al acontecimiento la caballería unionista bajo el mando del General August Kautz del Ejército del James y del General Henry Davis fue enviado de inmediato, pero de forma imprevista, para interceptar a Hampton, por lo que tuvo solo 2800 hombres a su disposición. De esa manera sólo unas pocas tropas bajo el General Davies los pudieron por ello encontrar por la tarde del mismo día y enfrentarse a ellos y como simplemente no eran lo suficientemente fuertes para poder hacer algo contra ellos, esas tropas tuvieron luego que retroceder y dejarles escapar. De esa manera el camino de regreso fue posible y el 17 de septiembre Hampton regresó detrás de las líneas confederadas con la manada habiendo perdido solo 18 reses y sufrido solo 61 bajas.
Grant, que estaba en el valle de Shenandoah en el momento del ataque, estaba claramente frustrado por el robo de ganado. Cuando un reportero le preguntó cuándo creía que sería capaz de poner fin al asedio de Petersburgo y llevar a Lee a rendirse, respondió «Nunca, si nuestros ejércitos continúan suministrándole ganado de carne», mientras que Abraham Lincoln lo calificó como «El robo de ganado más astuto del que jamás había oído».

## Consecuencias
A pesar del éxito de la incursión, la Confederación estaba mal equipada para su nuevo botín. Al no tener grano para alimentar al ganado y no tener una forma real de conservar la carne, se vieron obligados a sacrificar a toda la manada inmediatamente. Durante varias semanas, el ejército rebelde en Petersburgo disfrutó de abundantes festines de carne, burlándose de los soldados de la Unión a través de las trincheras, agradeciéndoles su generosidad e invitándolos a cenar. Es seguro decir que toda la línea Confederada en Petersburg probablemente olía a una gran comida al aire libre.
Más tarde los confederados volvieron a su estado de hambre anterior en poco tiempo, pero para muchos la incursión Beefsteak les proporcionó la última buena comida que tendrían hasta el final de la guerra civil. Finalmente les dio a los confederados en su mala situación un decisivo impulso moral necesario para continuar luchando.

## Cultura popular
El acontecimento fue filmado, aunque de forma muy ficticia, en la película Álvarez Kelly (1966).